# Hartmannsdorf (Saksonia)
Hartmannsdorf − gmina w Niemczech, w kraju związkowym Saksonia, w okręgu administracyjnym Chemnitz, w powiecie Mittelsachsen.

## Współpraca
Miejscowość partnerska:
- Schönaich, Badenia-Wirtembergia